# Aspidotis meifolia
Aspidotis meifolia, llamado popularmente helecho perejil, es un helecho, miembro de la familia Ptaeridaceae. El nombre Aspidotis proviene del griego “aspidion” (escudo), literalmente significaría “portador del escudo”; otro nombre científico que ha sido usado para esta especie (sinónimo) es Cheilanthes meifolia.

## Descripción
Rizoma: compactos, ascendentes, ramificados, con escamas de forma linear-lanceoladas;  frondes: de 10 a 35 cm de largo; pecíolo: de 1/2 a ¾ del largo de la fronda, de color café rojizo obscuro, con un surco en la parte superior (adaxial), sin pelillos; lámina: de forma deltada a pentagonal, de 4 a 5 veces pinnada (cuatri a quintipinnada), de consistencia frágil; soros: terminales, ubicados en los últimos segmentos de las pinnas.

## Distribución y hábitat
Es endémico de México, habita solo en el norte del país, desde Tamaulipas a Chihuahua, incluidos Durango, San Luis Potosí y Querétaro.
Es terrestre, ocurre en una amplia variedad de vegetación como matorrales, y bosques de encino y pino, prefiere sitios sombreados y protegidos, aunque tolera cierta sequía.

## Estado de conservación
En México no se encuentra en ninguna categoría de protección de la NOM059. Tampoco está en alguna categoría en la lista roja de la IUCN (International Union for Conservation of Nature). Ni en CITES (Convención sobre el Comercio Internacional de Especies Amenazadas de Fauna y Flora Silvestres).